# Église Sainte-Gertrude de Ternat
Pour les articles homonymes, voir Église Sainte-Gertrude et Sainte-Gertrude.
L'église Sainte-Gertrude (en néerlandais : Sint-Gertrudiskerk) est une église classée de style gothique située sur le territoire de la commune belge de Ternat, dans la province du Brabant flamand.

## Historique
L'église Sainte-Gertrude relève du gothique brabançon des XVe et XVIe siècles,,.
En 1627, la nef, le chœur et le transept sud sont couverts de voûtes sur croisées d'ogives.
L'architecte Jules-Jacques Van Ysendyck procède à une restauration complète du bâtiment dans les années 1892-1896,.
Une sacristie prenant la forme d'un jubé donnant sur le chœur est ajoutée au XIXe siècle.

## Classement
L'église est classée comme monument historique depuis le 25 mars 1938 et figure à l'inventaire du patrimoine immobilier de la Région flamande sous la référence 40691.

## Architecture
À l'ouest, l'église présente en façade une tour carrée soutenue par de puissants contreforts terminés par des pinacles portant des fleurons. 
Au rez-de-chaussée, la tour est percée d'un portail dont les piédroits moulurés supportent un arc surbaissé. Au premier étage, la tour est percée à la verticale du portail d'une grande baie gothique ornée d'un beau remplage. Au troisième et dernier étage, elle est percée sur chaque face d'une triple baie campanaire à abat-sons surmontée d'une horloge. 
La tour se termine par une balustrade de pierre et des gargouilles et est surmontée par une flèche octogonale à base carrée recouverte d'ardoises et terminée par une croix surmontée d'un coq.
Elle est flanquée sur le côté sud d'une tourelle percée de meurtrières et surmontée d'une petite coupole de pierre.

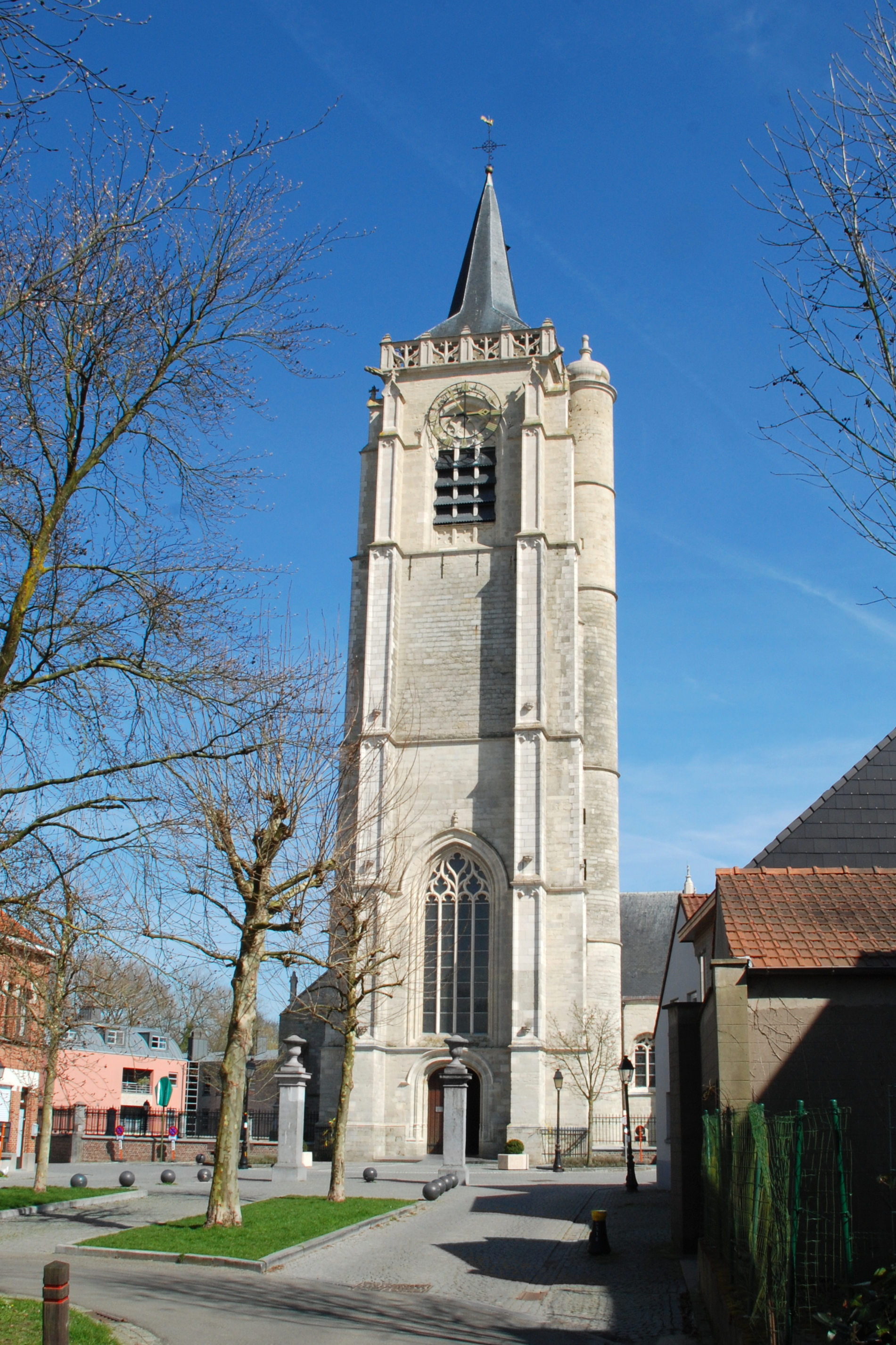
La tour.
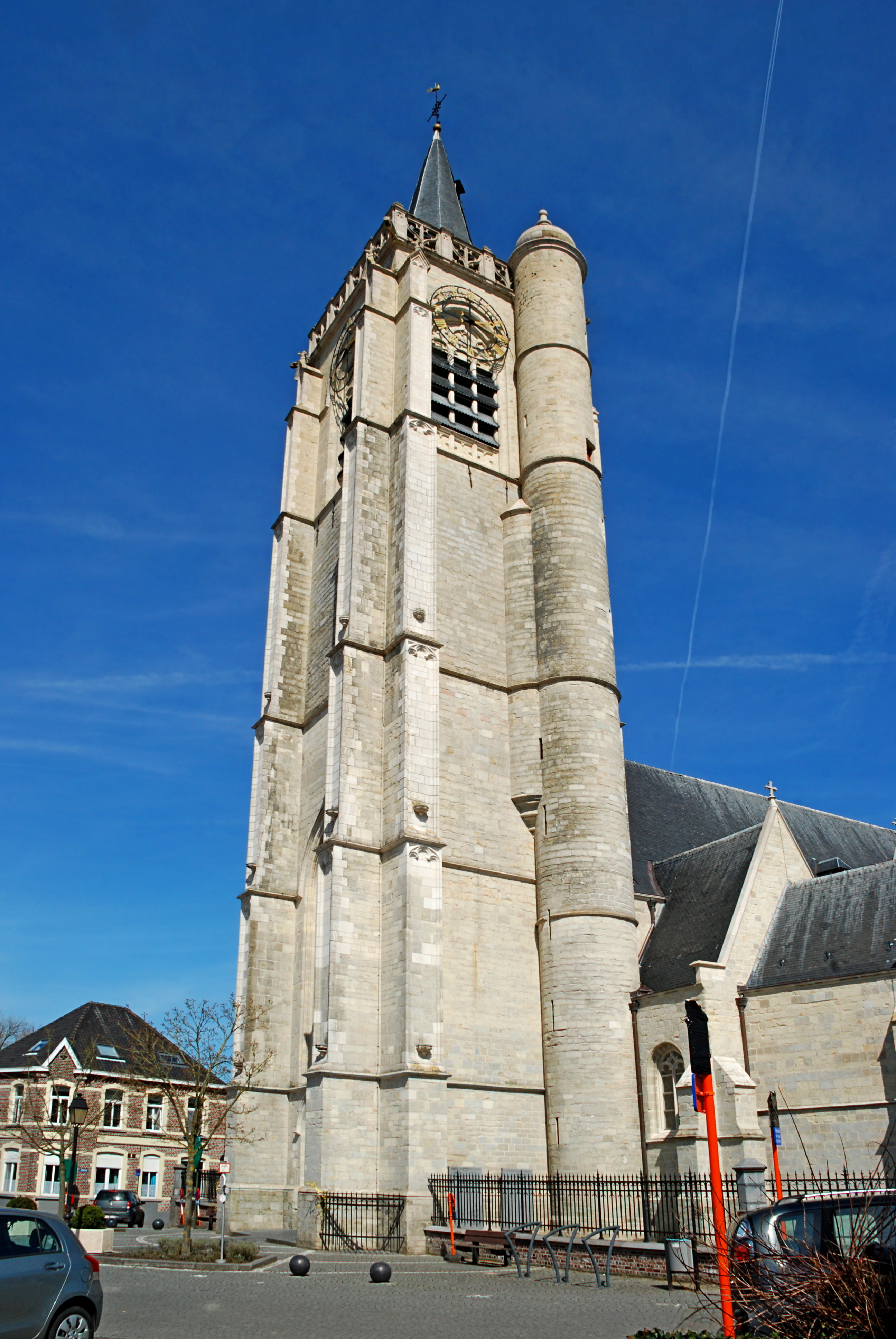
La tour vue de côté.
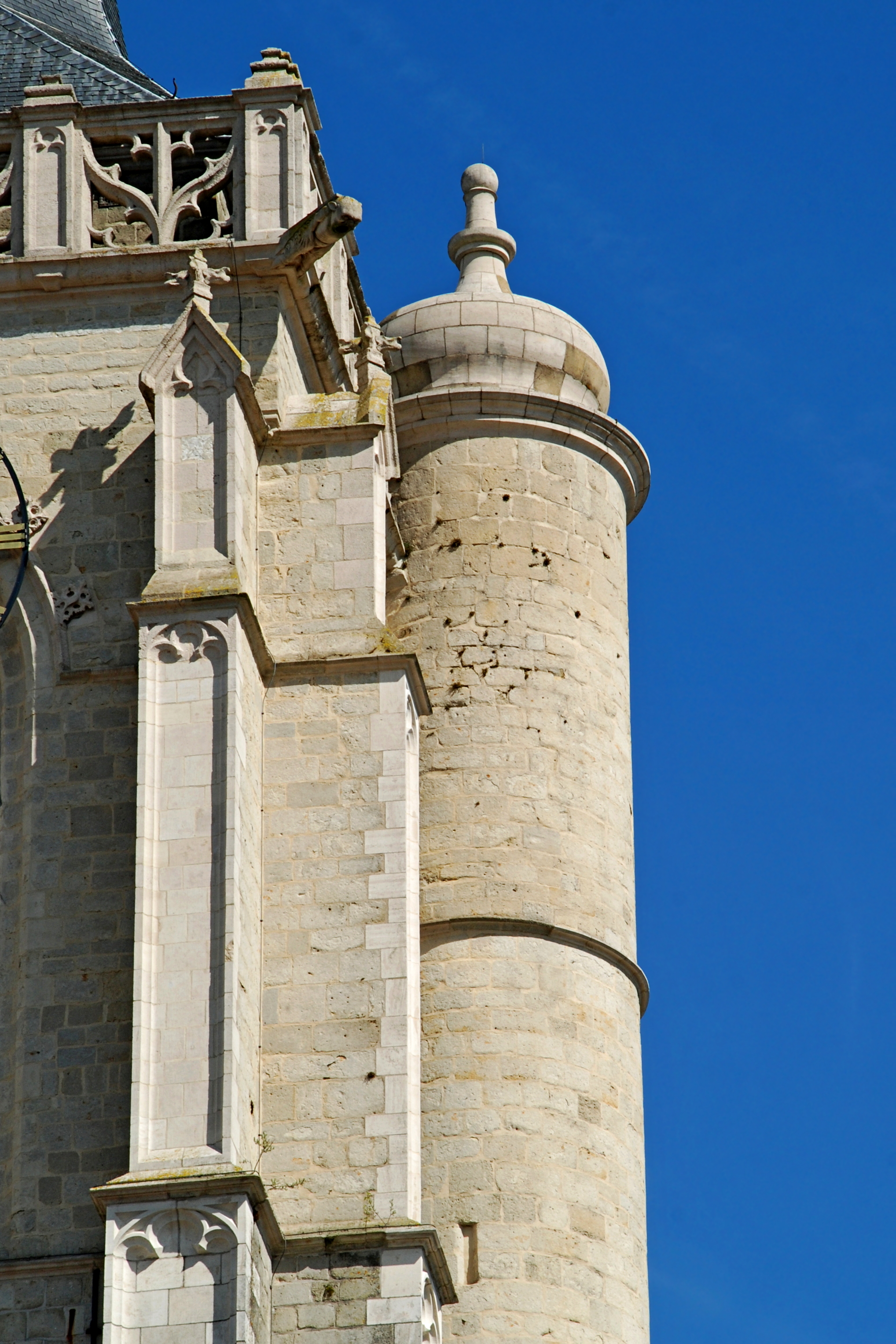
Sommet de la tourelle.